# Comuna Bârza, Olt
Bârza este o comună în județul Olt, Oltenia, România, formată din satele Bârza (reședința) și Braneț.

## Istorie

### Descoperiri arheologice
Pe teritoriul satului Braneț au fost descoperite vestigii arheologice aparținând culturilor Coțofeni și Glina, ambele reprezentând Epoca Bronzului timpurie. Piscul pe care se află situl poartă denumirea populară de Piscul Rusului. Situl este unul important pentru arheologia Epocii Bronzului în spațiul balcanic, dovedind continuitatea dintre cele două culturi, dar și reprezentând o dovadă a difuziunii fenomenului utilizării bronzului de la est la vest.

## Stemă
Descrierea stemei:

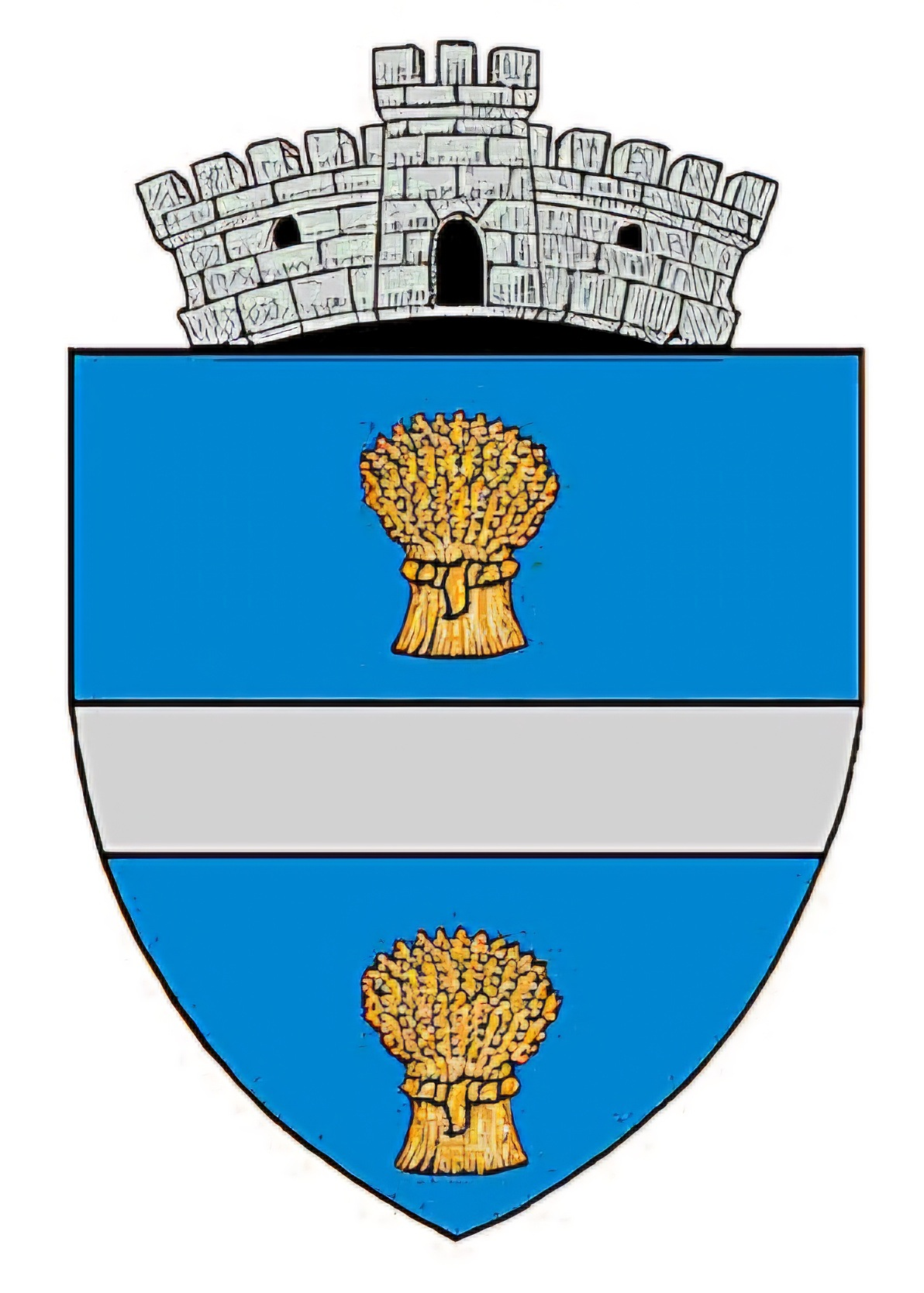
Stema Comunei Bârza

Stema comunei Bârza, potrivit anexei nr. 1.1, se compune dintr-un scut triunghiular cu marginile rotunjite, tăiat de o fascie de argint. În câmp albastru, atât în partea superioară, cât și în vârful scutului, se află câte un snop de spice de grâu, de aur. Scutul este trimbrat de o coroană murală de argint cu un turn crenelat.
Semnificația elementelor însumate:
Fascia reprezintă pâraiele Gengea și Bîrlui, care străbat localitatea.
Snopurile de grâu semnifică ocupația de bază a locuitorilor, agricultura, precum și numărul satelor componente ale comunei.
Coroana murală cu un turn crenelat semnifică faptul că localitatea are rangul de comună.

## Demografie
Componența etnică a comunei Bârza
     Români (88,71%)
     Romi (5,25%)
     Alte etnii (0%)
     Necunoscută (6,04%)
Componența confesională a comunei Bârza
     Ortodocși (93,36%)
     Alte religii (0,22%)
     Necunoscută (6,43%)
Conform recensământului efectuat în 2021, populația comunei Bârza se ridică la 2.303 locuitori, în scădere față de recensământul anterior din 2011, când fuseseră înregistrați 2.532 de locuitori. Majoritatea locuitorilor sunt români (88,71%), cu o minoritate de romi (5,25%), iar pentru 6,04% nu se cunoaște apartenența etnică. Din punct de vedere confesional, majoritatea locuitorilor sunt ortodocși (93,36%), iar pentru 6,43% nu se cunoaște apartenența confesională.

## Administrație
Comuna Bârza este administrată de un primar și un consiliu local compus din 11 consilieri. Primarul, Ion Anuța[*], de la Partidul Social Democrat, este în funcție din octombrie 2020. Începând cu alegerile locale din 2024, consiliul local are următoarea componență pe partide politice:
|  | Partid                          | Consilieri | Componența Consiliului | Componența Consiliului | Componența Consiliului | Componența Consiliului | Componența Consiliului | Componența Consiliului | Componența Consiliului |
|  | ------------------------------- | ---------- | ---------------------- | ---------------------- | ---------------------- | ---------------------- | ---------------------- | ---------------------- | ---------------------- |
|  | Partidul Social Democrat        | 7          |                        |                        |                        |                        |                        |                        |                        |
|  | Partidul Național Liberal       | 3          |                        |                        |                        |                        |                        |                        |                        |
|  | Alianța pentru Unirea Românilor | 1          |                        |                        |                        |                        |                        |                        |                        |

## Primari
| Nume         | De la         | Până la | Partid | Note |
| ------------ | ------------- | ------- | ------ | ---- |
| Marin Vlăduț | 20 iunie 2004 | prezent | PSD    |      |